# پرداخت به ازای کلیک

پرداخت به ازای کلیک

پرداخت به ازای کلیک (PPC) نام مدلی از تبلیغات اینترنتی است که در آن بازدیدکنندگان تبلیغات به وب‌سایت، اپلیکیشن موبایل یا رسانه‌ای دیگر هدایت می‌شوند و تبلیغ‌دهنده بر اساس تعداد کلیک‌ها و مراجعه به رسانه خود، به نمایش‌دهنده هزینه تبلیغات را پرداخت می‌کند. این روش در زمان خود نوآوری در صنعت تبلیغات اینترنتی محسوب می‌شد و به مرور جایگزین متدهای سنتی تبلیغات بنری (مدت‌دار) و پرداخت به ازای تعداد نمایش شد. مدل‌های پیشرفته‌تر و پیچیده‌تری از پرداخت به ازای کلیک نیز هم‌اکنون در حال بهره‌برداری هستند که به عنوان مثال می‌توان به پرداخت به ازای منجر شدن به خرید اشاره کرد.
شرکت‌های گوگل، مایکروسافت و یاهو در پروژه‌های گوگل ادوردز، Microsoft adCenter و Yahoo! Search Marketing و نیز شبکه‌های اجتماعی مانند فیس بوک، اینستاگرام، لینکدین، ردیت، پینترست، تیک تاک و توییتر نیز پرداخت به ازای کلیک را به عنوان یکی از مدل‌های تبلیغاتی خود در نظر گرفته‌اند.

## تاریخچه
در سال ۱۹۹۶ (میلادی) در نرم‌افزاری به نام Planet Oasis از این مدل پرداخت، برای کلیک‌هایی که شرکت‌ها در دایرکتوری نرم‌افزار دریافت می‌کردند استفاده شد. در ابتدا شرکت‌ها کمی محتاطانه با این مدل برخورد کردند اما در انتهای ۱۹۹۷ (میلادی) بیش از ۴۰۰ برند مشهور از این مدل استقبال کردند.
گوگل در دسامبر ۱۹۹۹ تبلیغات جستجوگر خود را آغاز کرد و در اکتبر ۲۰۰۰ محصول تبلیغاتی خود را با نام تجاری گوگل ادوردز به بازار عرضه کرد. اما تا سال ۲۰۰۲ که مدل پرداخت به ازای کلیک معرفی شد، کماکان از مدل پرداخت به ازای تعداد نمایش استفاده می‌کرد. هم‌اکنون ۹۶ درصد درآمد شرکت گوگل از تبلیغات ناشی می‌شود.

## کلیک غیرواقعی
- کلیک‌هایی که خود ناشر آگهی بر تبلیغ انجام می‌دهد.
- ناشر، مشوق‌هایی برای کلیک بر روی تبلیغات در نظر می‌گیرد.
- استفاده از ابزارهایی که منجر به ایجاد کلیک‌های اتوماتیک یا افزایش ترافیک می‌گردد.
- روبات‌ها
- هرگونه نرم‌افزار فریبنده

کلیک روی تبلیغات گوگل باید در نتیجه علایق کاربر و به صورت واقعی باشد و هر روشی که باعث شود به طور مصنوعی و ساختگی بر روی تبلیغات کلیک شود، در خط مشی‌های مرتبط با برنامه‌ها به شدت ممنوع شده‌است».

## تفاوت میان پرداخت به ازای کلیک و هزینه به ازای کلیک
پرداخت به ازای کلیک یا PPC به یکی از روش‌های تبلیغات آنلاین گفته می‌شود که تبلیغ‌دهنده به ازای هر کلیک، مبلغ مشخصی را پرداخت می‌کند. شما هنگامی به ازای هر کلیک، مبلغی پرداخت می‌کنید که شخصی به یکی از محصولات یا خدماتی که شما ارائه می‌دهید، نیاز داشته و روی تبلیغات شما کلیک کند.
هزینه به ازای کلیک یا CPC یک کمیت است و می‌توان آن را از دو جنبه بررسی کرد.
- CPC پیشنهادی به مبلغی گفته می‌شود که شما مایل هستید آن را پرداخت کنید تا روی تبلیغات شما یک کلیک شود.
- هزینه CPC به مبلغی گفته می‌شود که شما برای نتیجه تبلیغات خود پرداخت می‌کنید.[۴]